# Alejandro Padilla
Pour les articles homonymes, voir Padilla.
Padilla  Miranda est un nom espagnol. Le premier nom de famille, en général paternel, est Padilla ; le second, en général maternel, souvent omis, est Miranda.
Alejandro Padilla Miranda (né le 12 janvier 1988) est un coureur cycliste guatémaltèque. Durant sa carrière, il participe à des compétitions sur route et sur piste. Son frère cadet Julio est également coureur cycliste.

## Palmarès sur route

### Par année
- 2010
  - Tour Orbea
- 2012
  - 3e étape de la Vuelta a San Carlos
  - 4e étape de la Vuelta al Mundo Maya
- 2014
  - 2e de la Holy Saturday Cross Country Cycling Classic
- 2016
  - Holy Saturday Cross Country Cycling Classic
  - 3e de la Vuelta a Tegucigalpa
- 2017
  - Holy Saturday Cross Country Cycling Classic
  - 2e du Tour Por La Paz

### Classements mondiaux
| Année            | 2012 | 2013 |
| ---------------- | ---- | ---- |
| UCI America Tour | 331e | 169e |

## Palmarès sur piste

### Jeux d'Amérique centrale et des Caraïbes
- Veracruz 2014
  -  Médaillé d'or du scratch

### Championnats nationaux
- 2018
  -  Champion du Guatemala de l'américaine (avec Julio Padilla)